# Dönme
De Dönme (Turks: Dönme, Osmaans: دونمه) waren een groep van cryptojoden, die zich tot de islam bekeerd hadden. Van oorsprong waren zij een joodse sekte van Sefardische Joden in het Ottomaanse rijk, die opgericht was door de kabbalist Shabbatai Tzevi (1626-1676). Tzevi had zichzelf tot joodse messias verklaard, wat tot grote beroering zorgde in het land, waarna Tzevi door de Ottomaanse autoriteiten gedwongen werd zich te bekeren tot de islam. Een kleine groep binnen zijn volgelingen volgde daarna zijn voorbeeld op en bekeerde zich ook tot de islam.

## Ontstaan

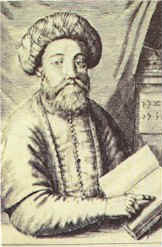
De kabbalist Shabbatai Tzevi was de grondlegger van de Dönme

In 1648 verkondigde de in Smyrna geboren jood Shabbatai Tzevi aan, dat hij de langverwachte messias van de joden was. In dat jaar werd hij door grote groepen joden in het Ottomaanse Rijk als zodanig erkend, waardoor hij enige aanhang kreeg. De messianistische aankondigingen van Tzevi creëerden grote ophef bij de andere joden binnen het Ottomaanse Rijk, die niet in de beweringen van Tzevi geloofden. Omdat Tzevi als onruststoker bekend kwam te staan bij de Ottomaanse autoriteiten, werd hij gearresteerd en moest hij voor de rechter staan. Dit maakte de situatie erger, waarna de Ottomaanse Sultan besloot persoonlijk in te grijpen. Hij verzocht Tzevi om wonderen te laten zien als bewijs voor zijn beweringen. Als hij dit niet kon, dan zou hij veroordeeld worden tot de doodstraf. De derde optie was bekering tot de islam. Tzevi koos ervoor om zich te bekeren tot de islam. Na deze bekering waren zijn aanhangers in drie groepen verdeeld. Een grote groep keerde terug tot het normatieve jodendom en verklaarde Tzevi tot een charlatan. Een andere groep keerde ook terug tot het jodendom, maar bleef geloven dat Tzevi de ware messias was. De derde groep ging een stap verder door zich samen met Tzevi te bekeren tot de islam. Deze groep bestond uit tweehonderd tot driehonderd families. Deze groep werd de Dönme genoemd. Dit is een Turks woord en betekent "bekeerling", maar het heeft ook negatieve connotaties zoals verrader en huichelaar. Ze kregen deze benaming van Ottomanen, die hun bekering niet als geloofwaardig beschouwden.
Er is veel onduidelijkheid over de werkelijke religieuze identiteit van deze sekte. Shabbatai Tzevi en zijn aanhangers, zowel tijdens als na Tzevi's dood, leefden in het openbaar strikt conform de islamitische voorschriften, maar tegelijkertijd geloofden ze dat Tzevi de messias was, voerden kabbalistische rituelen uit en reciteerden Hebreeuwse of Joods-Spaanse smeekbeden.

## Dönme in Ottomaans Saloniki
De Dönme leefden voornamelijk in Saloniki en bleven daar tot de bevolkingsuitwisseling tussen Turkije en Griekenland in 1923-1924. Door interne conflicten was de Dönme-gemeenschap in Saloniki uiteindelijk in drie clans gesplitst: Kapancılar, Yakubîler en Karakaşlar. De families trouwden alleen onderling en hadden hun eigen begraafplaats en rituelen. Ze waren niet alleen afstandelijk tegen Turken, maar ook tegen joden. Hoewel de Dönme grotendeels loyaal bleven aan de leer van Tzevi, was een klein deel van de gemeenschap volledig geassimileerd met Turken.
De Dönme leverden grote sociaaleconomische bijdragen aan het Ottomaanse Saloniki. Ze hadden veel belangstelling voor onderwijs, literatuur en wetenschap. Zodoende waren de mensen van de Dönme-gemeenschap hoogopgeleid en spraken ze meerdere talen vloeiend. Er werden door de Dönme belangrijke instituten opgericht, zoals scholen en nieuwsorganen. Daarmee boden ze een overbrugging tussen de Westerse wereld en het Ottomaanse Rijk. Mede dankzij de progressieve activiteiten van de Dönme ontwikkelde Saloniki zich in de negentiende eeuw tot een bakermat en centrum van Ottomaanse en Turkse moderne hervormingsbewegingen.

## Dönme in Grieks Saloniki
In 1912 werd Saloniki veroverd door de Grieken. Dit was uiteindelijk niet gunstig voor de Dönme, want ze werden door de Grieken beschouwd als moslims. Bovendien werden ze ook niet geaccepteerd door de joodse gemeenschap in Saloniki, omdat ze waren afgeweken van het normatieve jodendom. Dit zou problemen opleveren voor de toekomst van de Dönme in Saloniki. Daarom emigreerden vele Dönme al gelijk na de verovering van Saloniki. Maar een groot deel bleef nog in Saloniki, omdat ze in deze stad nog veel eigendom hadden. De omstandigheden werden echter steeds erger voor de Dönme waardoor een tweede golf aan emigranten de stad verliet. De Dönme werden namelijk ook het doelwit van de spanningen tussen de Grieken en Turken in Saloniki. Ze werden door de Grieken beschouwd als moslim en Turk, waardoor ze ook werden aangevallen. Hierdoor liepen ze grote economische schade op. Dit bleef doorgaan tot de bevolkingsuitwisseling in 1923. Ondertussen waren heel veel Dönme al verhuisd naar Ottomaanse steden, in het bijzonder Istanboel. Ze konden snel goede posities verkrijgen binnen de staat en anders werden ze docenten, journalisten of handelaren.
De bevolkingsuitwisseling was een regeling in het Verdrag van Lausanne en werd toegepast op de orthodoxe Grieken in Turkije en de moslims in Griekenland. Deze beslissing werd ondertekend op 30 januari 1923 door de vertegenwoordigers van Turkije en Griekenland. De Dönme werden niet uitgezonderd, want ze werden door de beide staten beschouwd als moslim-Turken. Sommige Dönme, zoals Mustafa Arif Kenber en Karakaş Müslihiddin, probeerden deze regeling te omzeilen door verzoeken in te dienen bij het Griekse parlement en de joodse gemeenschap, maar dit soort verzoeken werden steeds geweigerd door het Griekse parlement en de joodse gemeenschap.

## Dönme in Istanboel
Al snel verschenen er in Istanboel verschillende publicaties met betrekking tot de ware aard van de Dönme. Ze werden door de toenmalige conservatieve islamisten beschuldigd met verraad en huichelarij. Hier verschenen weer antwoorden op van de Dönme, waardoor er uiteindelijk een publiek debat ontstond in de Turkse Republiek. Dit debat werd erger toen Karakaşzade Mehmed Rüştü op 4 januari 1924 een petitie had ingediend bij het Turkse parlement over de werkelijke identiteit van de Dönme. In deze petitie werden de Dönme aangevallen, omdat ze volgens Karakaşzade Mehmed Rüştü dubbele loyaliteiten en identiteiten hadden. Achteraf bleek dat deze stap door Karakaşzade Mehmed Rüştü werd ondernomen vanwege een intern conflict binnen de Dönme-gemeenschap. De beweringen van Karakaşzade Mehmed Rüştü werden binnen korte tijd weerlegd door verschillende prominente Dönme, zoals Ahmed Emin Yalman. De islamisten publiceerden artikelen waarin ze de Dönme bleven aanvallen, terwijl de nationalisten terughoudend waren om een standpunt in te nemen. Zij vonden dat de Dönme grote bijdrage hadden geleverd aan de Turkse Republiek en daarom een kans moesten krijgen. Het publieke debat werd uitvoerig gevoerd in de pers en in het Turkse parlement, maar leverde voor Karakaşzade Mehmed Rüştü en de islamisten geen resultaten op. Uiteindelijk maakte Karakaşzade Mehmed Rüştü in 1925 een wending in zijn beweringen door aan te kondigen dat de mysterieuze Dönme-gemeenschap allang niet meer bestond.

## De uiteindelijke toestand van de Dönme in Turkije
Een van de leiders van het moordcomplot tegen president Mustafa Kemal Atatürk in İzmir na de oprichting van de Turkse Republiek was Mehmed Cavid Bey, stichtend lid van het Comité voor Eenheid en Vooruitgang en de voormalige minister van Financiën van het Ottomaanse Rijk, een Dönme. Na een wijdverbreid overheidsonderzoek werd Cavid Bey veroordeeld en later geëxecuteerd door op 26 augustus 1926 in Ankara op te hangen.
Er bestaat (anno 2020) nog steeds een grote discussie over het bestaan van de Dönme in Turkije. Er zijn mensen, voornamelijk academici, die beweren dat zo'n gemeenschap al lang niet meer bestaat in Turkije. Er zijn ook onderzoekers, zoals Ilgaz Zorlu, een afstammeling van de Dönme, die beweren dat de leer en praktijken van Shabbatai Tzevi nog steeds bestaan en worden uitgevoerd door de hedendaagse aanhangers van de gemeenschap. Het is heel lastig om algemene uitspraken te doen over dit vraagstuk. Het vereist grondig onderzoek en inzicht, want er zijn sterke argumenten aanwezig voor zowel het bestaan van de Dönme als de volledige assimilatie van de Dönme in Turkije. Daarom is het niet mogelijk om definitieve uitspraken te doen over de uiteindelijke toestand van de Dönme in Turkije. Bovendien is dit onderwerp erg verwaterd door de ongegronde en overdreven beweringen van complottheoristen in Turkije, waardoor de bewering dat de Dönme daadwerkelijk nog bestaan zijn wetenschappelijke geloofwaardigheid verloren heeft.